# Kirchenkreis Oberes Havelland
Der Evangelische Kirchenkreis Oberes Havelland mit Sitz in Gransee ist einer von neun Kirchenkreisen der Evangelischen Kirche Berlin-Brandenburg-schlesische Oberlausitz im Sprengel Potsdam.

## Lage
Das Gebiet des Kirchenkreises umfasst den Großteil des Landkreises Oberhavel (ohne den südlichen Teil mit Glienicke/Nordbahn, Hennigsdorf, Hohen Neuendorf und Mühlenbecker Land, die zum Kirchenkreis Berlin Nord-Ost gehören), und dazu kleinere Teile der Landkreise Uckermark (Lychen, Temmen-Ringenwalde und Templin), Ostprignitz-Ruppin (Amt Lindow (Mark)) und Barnim (Friedrichswalde).
Die größten Städte im Kirchenkreis sind Oranienburg, Templin und Zehdenick.

## Geschichte
Der Kirchenkreis wurde am 1. Januar 2011 durch den Zusammenschluss der Kirchenkreise Oranienburg und Templin-Gransee gebildet. Der Kirchenkreis Templin-Gransee entstand zum 1. Juli 2000 durch Fusion der Kirchenkreise Gransee und Templin.

## Organisation
Der Kirchenkreis umfasst 71 Kirchengemeinden. Das höchste Organ des Kirchenkreises ist die für sechs Jahre gewählte Kreissynode. Sie wählt den Superintendenten, der mit dem Kreiskirchenrat die direkte Dienstaufsicht über die ordinierten Mitarbeiter des Kirchenkreises ausübt, die Gemeinden und kreiskirchlichen Einrichtungen im Rahmen von regelmäßigen Visitationen berät und die Pfarrerinnen und Pfarrer in ihr Amt einführt. An das Superintendentenamt ist auch ein Predigtauftrag gebunden. Seit 2011 wird das Amt von Uwe Simon wahrgenommen, der schon ab 2002 als Superintendent des Kirchenkreises Templin-Gransee amtierte.
Zusammen mit den Kirchenkreisen Barnim und Uckermark gehört der Kirchenkreis zum Kirchenkreisverband Eberswalde. Er wird vom Kirchlichen Verwaltungsamt Eberswalde verwaltet.